# Područje uz Maju i Brućinu
Područje uz Maju i Brućinu este o arie protejată (sit de importanță comunitară — SCI) din Croația întinsă pe o suprafață de 997,14 ha, integral pe uscat.

## Localizare
Centrul sitului Područje uz Maju i Brućinu este situat la coordonatele 45°17′35″N 16°09′14″E / 45.293°N 16.154°E.

## Înființare
Situl Područje uz Maju i Brućinu a fost declarat sit de importanță comunitară în iulie 2013 pentru a proteja 3 specii de animale.

## Biodiversitate
Situată în ecoregiunea continentală, aria protejată nu include niciun habitat protejat.
La baza desemnării sitului se află mai multe specii protejate de  nevertebrate (3): Austropotamobius torrentium, Unio crassus, Vertigo angustior.